# Léon Van Hove

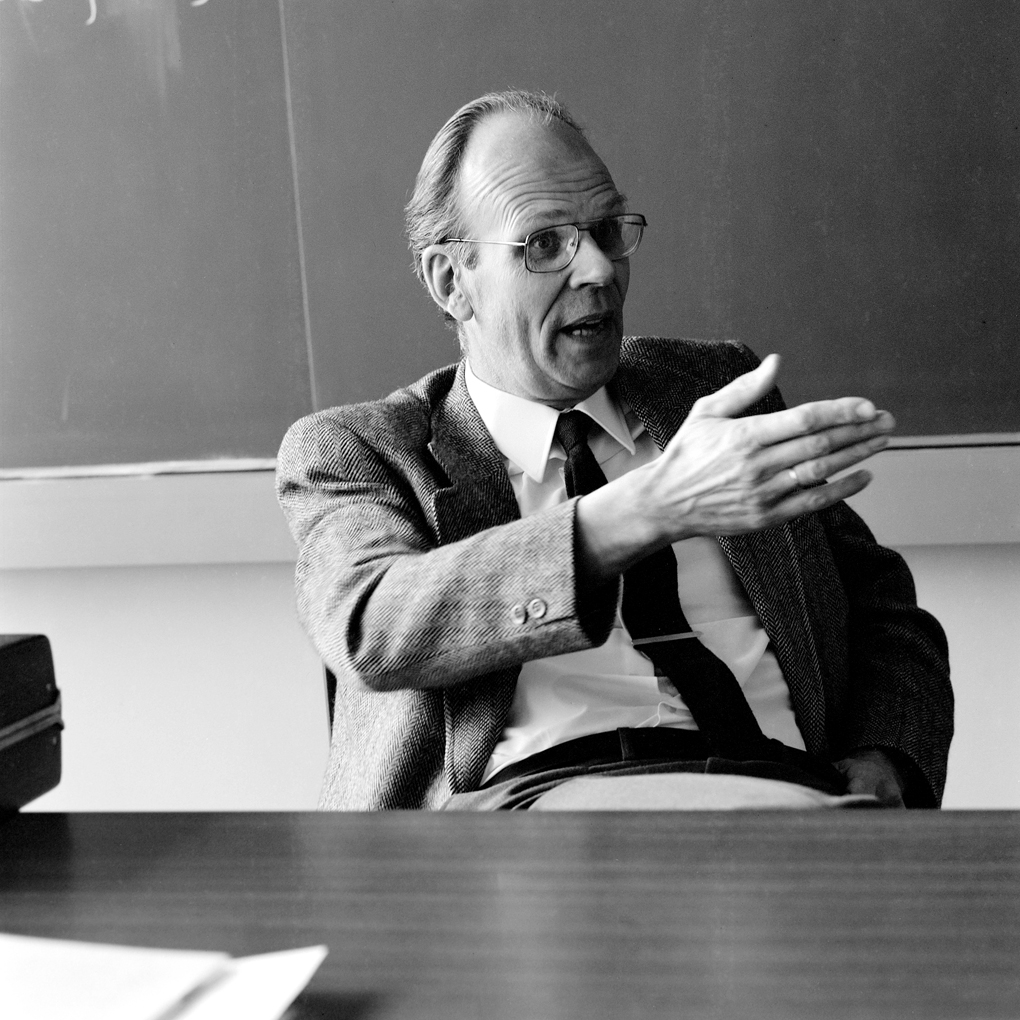
Léon Van Hove in 1976

Léon Van Hove (Brussel, 10 februari 1924 – Genève, 2 september 1990) was een Belgische fysicus. Zijn brede onderzoeksinteresse omvatte wiskunde, vastestoffysica, kernfysica tot kosmologie.

## Loopbaan
Van Hove studeerde wiskunde en fysica aan de ULB. In 1946 ontving hij er zijn doctoraatstitel. Vervolgens werkte hij aan het Institute for Advanced Study in Princeton en ook aan de Brookhaven National Laboratory, maar kwam daarna naar de lage landen, aan de Universiteit Utrecht in Nederland. In 1958 ontving hij de Francquiprijs, en in 1959 werd hij uitgenodigd als hoofd van de theorieafdeling in het onderzoekscentrum CERN, in Genève. Daar zou hij drie decennia blijven.